# Баусін Олексій Федорович
Олексій Федорович Баусін (3 жовтня 1900, село Ількіно Владимирської губернії, тепер Кіржацького району Владимирської області, Російська Федерація — 15 грудня 1963, місто Москва, тепер Російська Федерація) — радянський діяч, народний комісар місцевої паливної промисловості РРФСР, заступник голови Ради народних комісарів РРФСР.

## Життєпис
З вересня 1919 року служив у Червоній армії, учасник громадянської війни в Росії.
У 1925 році закінчив торф'яне відділення Сільськогосподарської академії імені Тимірязєва в Москві.
З 1925 року працював директором торф'яного підприємства.
Член ВКП(б) з 1928 року.
У 1938—1939 роках — начальник Головторфу Народного комісаріату важкої промисловості СРСР.
У жовтні 1939 — вересні 1942 року — народний комісар місцевої паливної промисловості РРФСР.
У вересні 1942 — 11 січня 1944 року — заступник голови Ради народних комісарів РРФСР.
У 1943—1957 роках — заступник міністра електростанцій СРСР.
З 1957 року — персональний пенсіонер за станом здоров'я.
Помер 15 грудня 1963 року в Москві.

## Нагороди
- три ордени Леніна
- медаль «За взяття Берліна» (1945)
- медалі